# Illa del Sol
L'illa del Sol és una illa boliviana situada al llac Titicaca en el municipi de Copacabana, pertanyent a la província de Manxol Kapac al departament de La Paz. Té una longitud de 9,6 km per 4,6 km d'ample i una superfície de 14,3 km² i és l'illa més gran del llac El seu nom original és Titiqaqa wat'a, en quítxua, i per això el llac on es troba porta el seu nom, que significa «puma de pedra».

## Educació
A l'illa es troba l'escola Challa.

## Topografia
Presenta un relleu accidentat amb diverses altures, les cares laterals dels turons presenten terrasses escalonades a causa dels cultius d'antics pobladors inques.

## Religiositat
L'illa en l'època inca era un santuari amb un temple amb verges dedicades al déu Sol o Inti i d'aquí ve el seu nom.

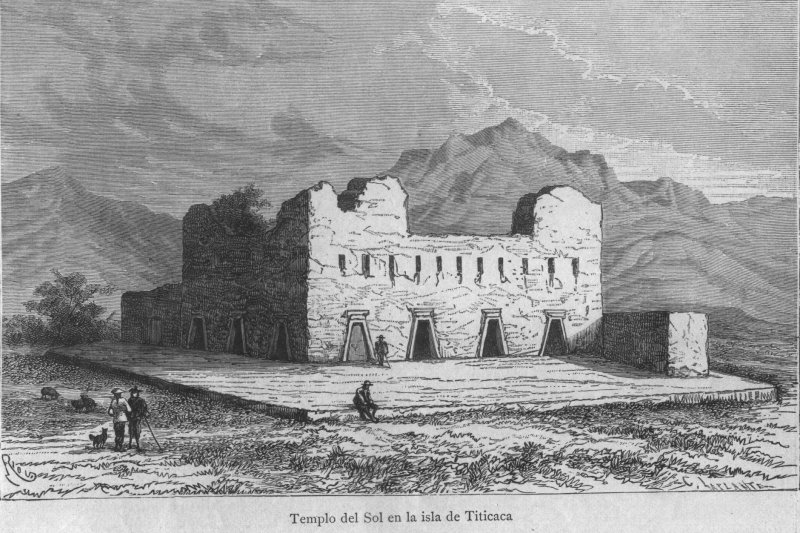
Gravat editat l'any 1887 del Temple del Sol a l'Illa Titicaca.

La major part de l'illa està poblada per indígenes d'origen quítxua i aimara, dedicats a l'agricultura, el turisme, l'artesania i el pasturatge. Conserven les seves llengües mil·lenàries quítxua i aimara, així com espanyol.

## Jaciments arqueològics
Al llarg de tota l'illa s'aprecien diversos jaciments arqueològics, on sobresurt la Roca Sagrada o Roca dels orígens, que segons les cròniques va ser el lloc des del qual van sortir Manco Cápac i Mama Ocllo a fundar la ciutat de Cuzco. També s'aprecia la Chinkana o laberint, a més del Palau de Pilkokaina de l'època incaica, únic per les seves característiques constructives. Un altre lloc d'interès són les escalinates de Yumani, que condueixen cap a la part alta de l'illa, on existeix una font d'aigua de l'època precolombina. A més, al cim del turó més alt del costat nord de l'illa, es pot apreciar un mirador monolític que apunta a les illes visibles des del cim. El mirador va ser construït per Ito Bastías i Josué Garay, i està fet sols amb roques oposades al cim, sense utilitzar cap aglomerant.
A l'illa es troba també el museu arqueològic de Challapampa, on s'exposen peces arqueològiques rescatades dels voltants.

## Activitats

### Caminades
L'illa està solcada per corriols que la recorren de Nord a Sud, i s'hi desenvolupen activitats de senderisme, observació, fotografia i alguns rituals.

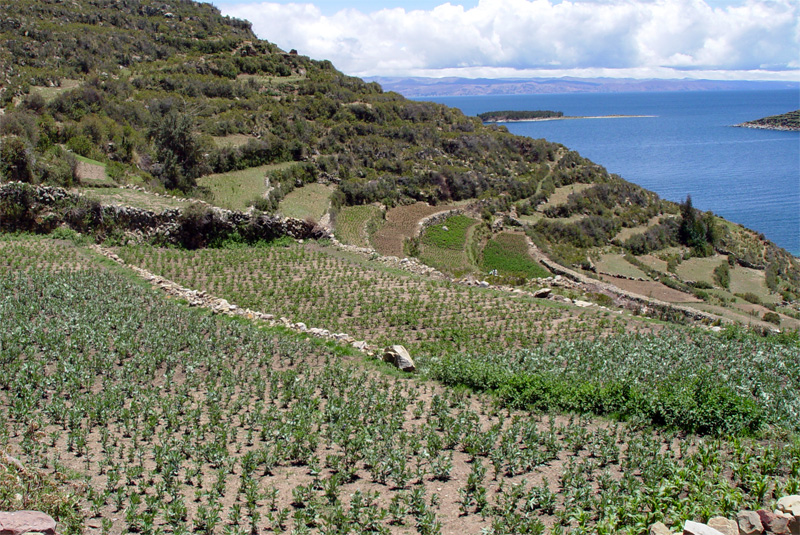
Cultius en terrassa

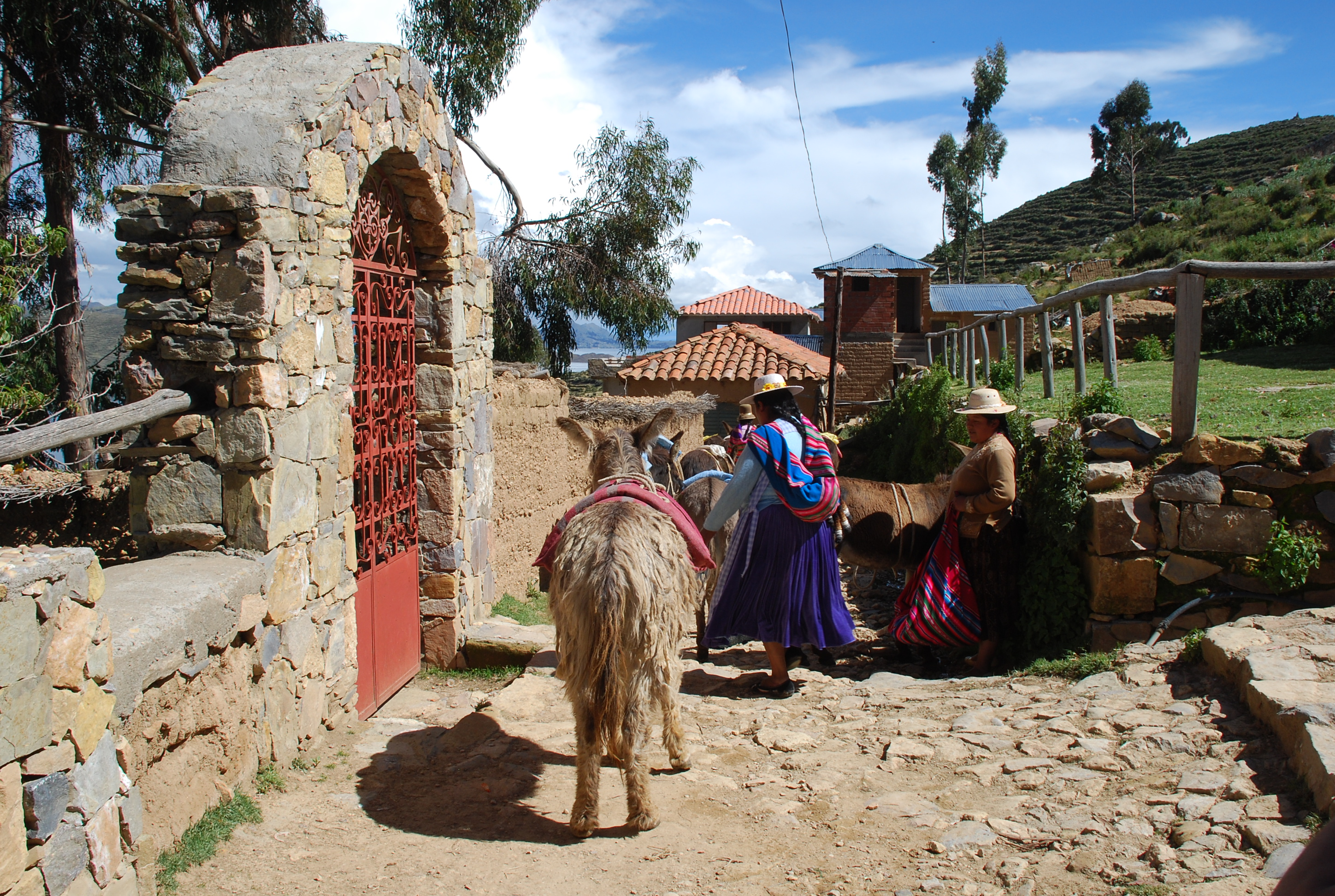
Vestimenta tradicional

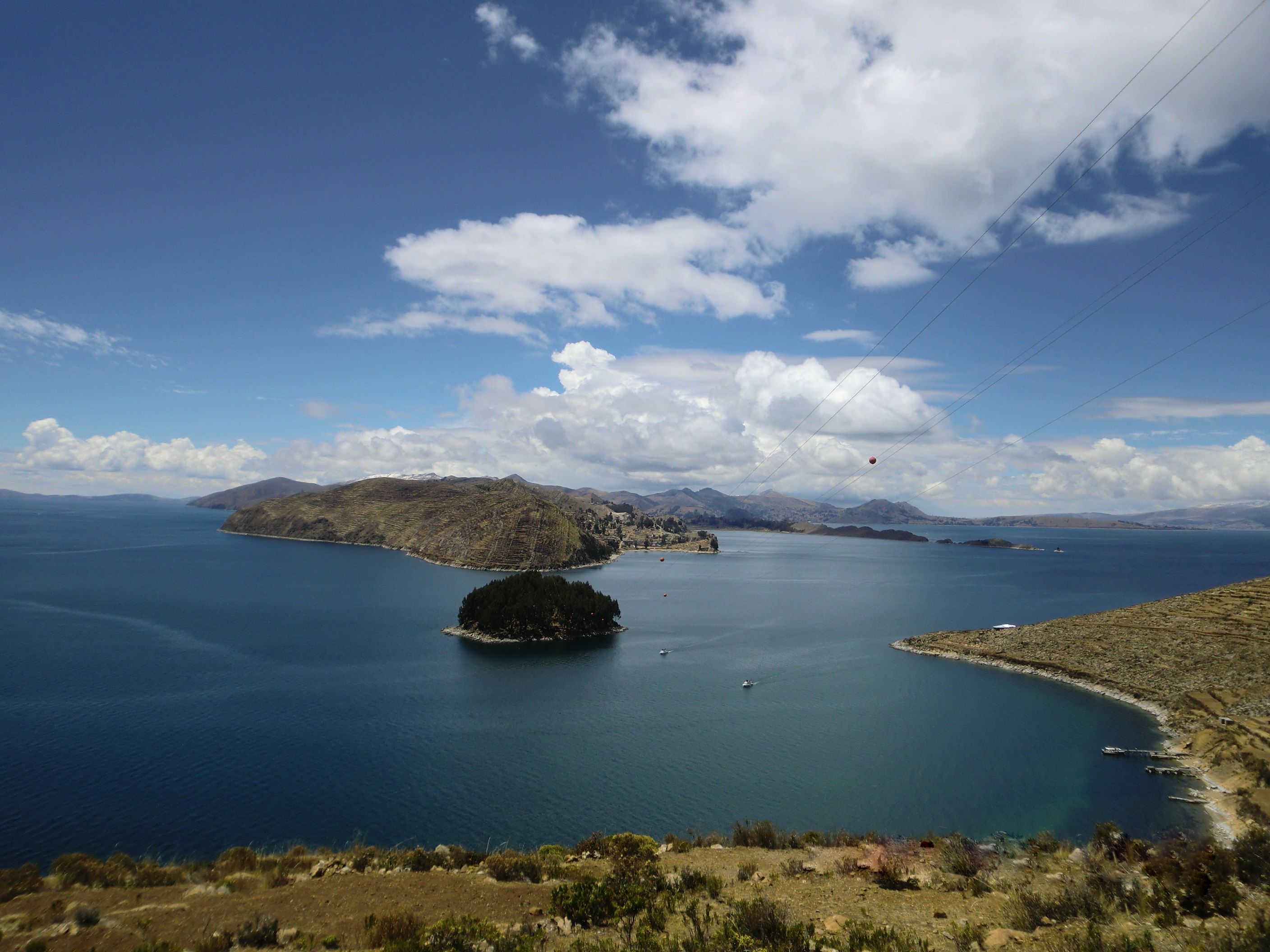
Vista del Llac Titicaca des de l'Illa del Sol